# 擬團扇蟹總科
擬團扇蟹總科（Pseudozioidea）是短尾下目下的一個總科，曾被分在酋妇蟹总科、瓢蟹总科、扇蟹总科、毛刺蟹总科和长脚蟹总科下。 其下有很多生物都來自擬團扇蟹科。